# Филфот

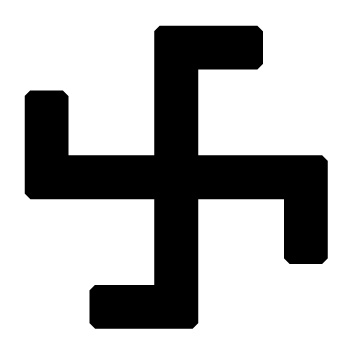
Солнечный филфот

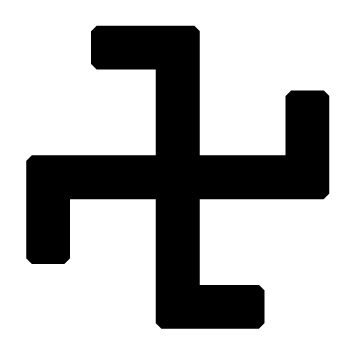
Лунный филфот

Филфот (англ. fylfot, ['fɪlfɔt]) — термин, изначально использовавшийся как синоним свастики. В современной литературе по геральдике термин обозначает частный случай свастики: всегда с усечёнными концами и, как правило, правосторонний.

## Этимология
Английский термин fylfot имеет несколько вариантов происхождения:
- термин пришёл из профессиональной лексики антикваров XIX века. Сами антиквары этот термин усвоили из одного манускрипта 1500 года, где указывалось использование филфота в качестве заполнения (англ. to fill) основания или нижнего края (англ. foot) витража в средневековых церквях[3]. Данная версия является наиболее распространённой в англоязычных академических кругах[4].
- термин произошёл от др.-англ. fower fot, означающие четыре ноги или много ног[5][6]».
- термин «скандинавского происхождения и составлен из др.-сканд. fiël, аналог др.-англ. fela и др.-в.-нем. viel, „много“ и fotr, нога, много-ногая фигура[7]». Немецкий корень fele и английский корень full в значении много восходят к греческому корню поли-, что в свою очередь берёт начало от праиндоевропейского корня пле-.

## Использование
Филфот является устоявшимся термином по крайней мере в британском английском, но является редко употребимым и, как правило, используется в контексте геральдики и антиквариата.
Также термин иногда используется для отделения «правильной» свастики от «неправильной» нацистской свастики в дизайне. Так 12 июня 1996 года английская палата общин обсуждала дизайн эмблемы 273 воздушного эскадрона королевских ВВС, где филфот определялся как древний солярный символ добра, по сравнению с фашистской символикой.
Организация Обряд Одина использует филфот наравне со свастикой, считая их священными символами одинизма. В отличие от классической свастики и филфота, филфот одинистов имеет закруглённые концы вместо прямых.